# دونالد تاكاياما
دونالد تاكاياما (بالإنجليزية: Donald Takayama)‏ هو متركمج أمريكي، ولد في 16 نوفمبر 1943، وتوفي في 22 أكتوبر 2012 في وايكيكي في الولايات المتحدة.

## وصلات خارجية
- دونالد تاكاياما على موقع EncyclopediaOfSurfing.com (الإنجليزية)